# Olivares de Júcar
Olivares de Júcar település Spanyolországban, Cuenca tartományban.  Lakosainak száma 297 fő (2024).

## Népesség
A település népessége az utóbbi években az alábbiak szerint változott:
| Lakosok száma | 549  | 511  | 477  | 414  | 397  | 355  | 349  | 325  | 295  | 297  |
|               | 2001 | 2004 | 2006 | 2009 | 2011 | 2014 | 2016 | 2019 | 2021 | 2024 |